# Tarpan Indústria e Comércio de Fiberglass

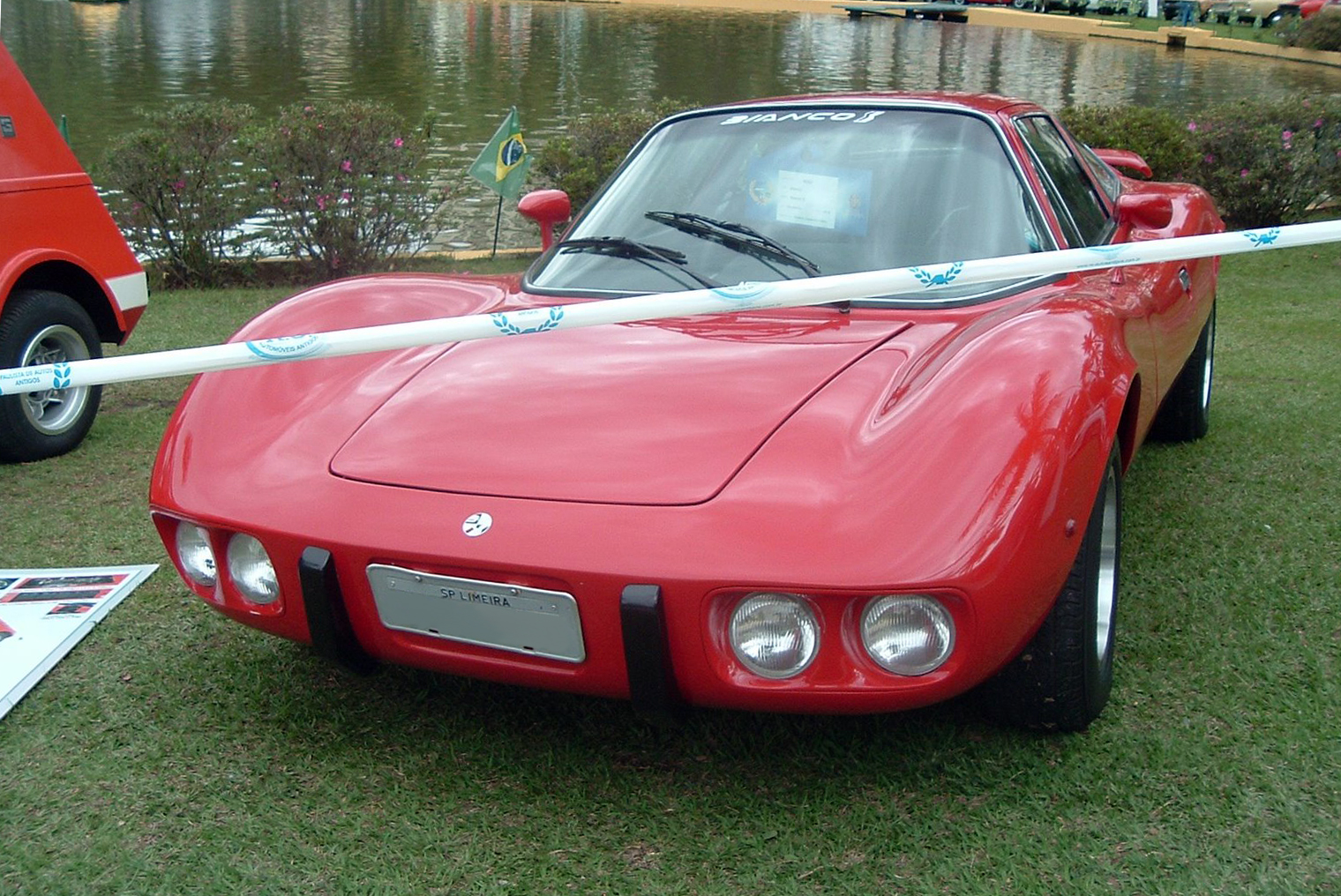
Bianco S

Tarpan Indústria e Comércio de Fiberglass, vorher Toni Bianco Competições, war ein brasilianischer Hersteller von Automobilen.

## Unternehmensgeschichte
Ottorino Bianco gründete 1974 das Unternehmen Toni Bianco Competições mit Sitz in São Paulo und einer Werkstatt in Diadema. Zunächst beschäftigte er sich mit Rennwagen. 1976 präsentierte er sein erstes Automobil auf einer Messe. Der Markenname lautete Bianco. 1981 erfolgte die Umfirmierung in Tarpan Indústria e Comércio de Fiberglass. 1983 endete die Produktion. Insgesamt entstanden etwa 180 Fahrzeuge.

## Fahrzeuge
Das erste Modell war der Bianco S. Die Basis bildete der Plattformrahmen vom VW Brasília. Darauf wurde eine zweisitzige Coupé-Karosserie aus Fiberglas montiert. Die Fahrzeuge waren nur 116 cm hoch. Ein Vierzylinder-Boxermotor mit 1600 cm³ Hubraum, Doppelvergaser und 65 PS Leistung trieb die Fahrzeuge an.
1978 folgte der leicht überarbeitete Bianco SS.
Der 1981 vorgestellte Tarpan TS hatte ein anderes Fahrgestell und einen Motor vom VW Passat mit 1600 cm³ Hubraum und 96 PS Leistung. Nun wurde auch ein Cabriolet angeboten.